# 東単

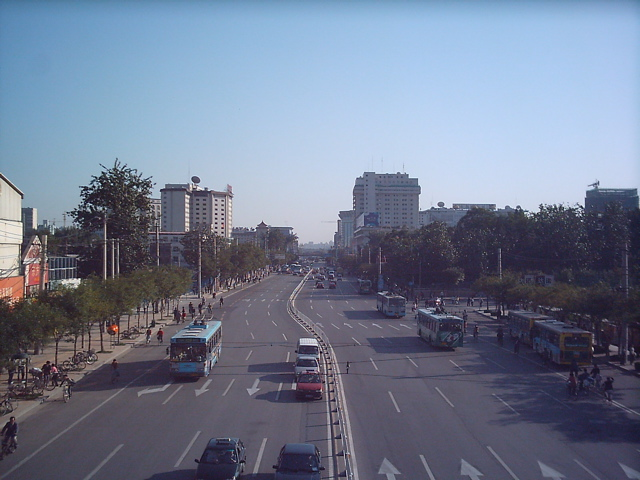
東単の南側

東単（东单、とうたん、拼音: Dōngdān トンタン）は、北京市東部の東城区長安街にある十字路およびその周辺の地区である。東単北大街と建国門内大街が交わる。
北京の主要な商店地区のひとつとなっている。
北京地下鉄の東単駅が位置する。
座標: 北緯39度54分25秒 東経116度24分42秒 / 北緯39.90694度 東経116.41167度